# Тастыбастау
Тастыбастау (каз. Тастыбастау) — село в Кербулакском районе Жетысуской области Казахстана. Входит в состав Алтынемельского сельского округа. Код КАТО — 194633500.

## Население
В 1999 году население села составляло 215 человек (101 мужчина и 114 женщин). По данным переписи 2009 года, в селе проживали 222 человека (107 мужчин и 115 женщин).